# Gary Honey
Gary Ronald Honey (ur. 26 lipca 1959 w Melbourne) – australijski lekkoatleta specjalizujący się w skoku w dal, dwukrotny uczestnik letnich igrzysk olimpijskich (Moskwa 1980, Los Angeles 1984), wicemistrz olimpijski z 1984 roku. Sukcesy odnosił również w trójskoku, był także reprezentantem kraju w biegach sztafetowych na dystansie 4 × 100 metrów oraz 4 × 400 metrów.

## Sukcesy sportowe
- dziesięciokrotny mistrz Australii w skoku w dal – 1979, 1981, 1982, 1983, 1984, 1985, 1986, 1987, 1988, 1989[2]
- dwukrotny mistrz Australii juniorów w trójskoku – 1977, 1978[3]

| Rok  | Miasto      | Zawody                      | Konkurencja         | Wynik                  |
| ---- | ----------- | --------------------------- | ------------------- | ---------------------- |
| 1982 | Brisbane    | igrzyska Wspólnoty Narodów  | skok w dal          | złoty medal            |
| 1983 | Helsinki    | mistrzostwa świata          | skok w dal          | 6. miejsce             |
| 1984 | Los Angeles | letnie igrzyska olimpijskie | skok w dal          | srebrny medal          |
| 1986 | Edynburg    | igrzyska Wspólnoty Narodów  | skok w dal trójskok | złoty medal 4. miejsce |
| 1990 | Auckland    | igrzyska Wspólnoty Narodów  | skok w dal          | 10. miejsce            |

## Rekordy życiowe
- skok w dal – 8,27 – Budapeszt 20/08/1984